# Руво-дель-Монте
Руво-дель-Монте (итал. Ruvo del Monte) — коммуна в Италии, расположена в регионе Базиликата, подчиняется административному центру Потенца.
Население составляет 1260 человек, плотность населения составляет 39 чел./км². Занимает площадь 32 км². Почтовый индекс — 85020. Телефонный код — 0976.
Покровителями коммуны почитаются san Rocco и святой мученик Донат, празднование 18 августа.